# Double Asteroid Redirection Test

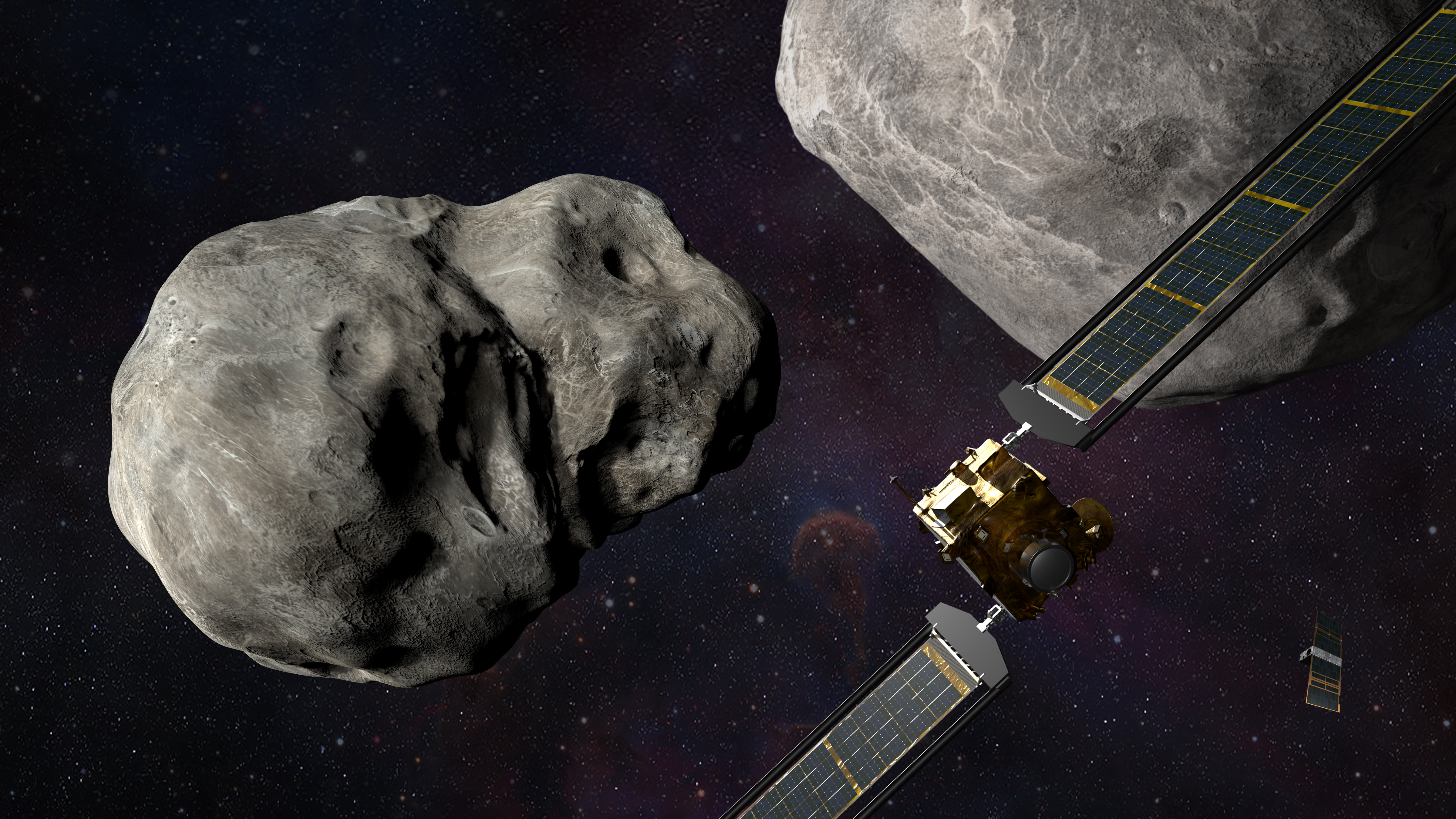
Ilustração da missão DART antes do impacto

Double Asteroid Redirection Test (DART) foi uma missão espacial da NASA com o objetivo de testar um método de defesa planetária contra objetos próximos da Terra (NEO). Ela derrubou deliberadamente uma sonda espacial no satélite natural do asteroide binário 65803 Didymos, Dimorphos, para testar como o impulso do impacto de uma nave espacial poderia desviar com sucesso um asteroide em rota de colisão com a Terra. O DART foi um projeto conjunto entre a NASA e o Laboratório de Física Aplicada da Universidade Johns Hopkins (APL), administrado pelo Escritório de Coordenação de Defesa Planetária da NASA, com vários laboratórios e escritórios da NASA fornecendo suporte técnico. Parceiros internacionais, como as agências espaciais da Europa, Itália e Japão, contribuíram para projetos relacionados ou subsequentes. Em agosto de 2018, a NASA aprovou o projeto para iniciar a fase final de design e montagem. O DART foi lançado em 24 de novembro de 2021, às 06h21min02s UTC, com colisão ocorrida em 26 de setembro de 2022.

## Antecedentes
Originalmente, a Agência Espacial Europeia (ESA) e a NASA tinham planos independentes para missões com o objetivo de testar estratégias de prevenção de impacto de asteroides, e em 2015 elas assinaram uma colaboração chamada AIDA (Asteroid Impact & Deflection Assessment) envolvendo dois lançamentos separados de espaçonaves que funcionariam em sinergia. Sob a proposta, a espaçonave europeia, AIM, iria ser lançada em dezembro de 2020, e a DART em julho de 2021. AIM iria orbitar o asteroide maior para estudar sua composição e a de sua lua, e DART iria então atingir a lua do asteroide em setembro de 2022, durante uma aproximação próxima à Terra.
O orbitador AIM foi cancelado, a caracterização completa dos asteroides não será obtida, e os efeitos do impacto da espaçonave DART serão monitorados por radares e telescópios terrestres.
Em junho de 2017, a NASA aprovou o avanço do desenvolvimento conceitual para a fase de design preliminar, e em agosto de 2018 aprovou o projeto para iniciar a fase final de design e montagem.
Em 11 de abril de 2019, a NASA anunciou que um foguete Falcon 9 da SpaceX seria usado para lançar a missão DART.
Cientistas estimam que existem 25 000 grandes asteroides no Sistema Solar, entretanto, até hoje as pesquisas e observações detectaram 8 000, portanto, os funcionários da NASA consideram imperativo desenvolver um plano efetivo para o caso de um objetos próximo da Terra ameaçar o planeta.

## Descrição
DART é um impactador com massa de 610 kg (1 340 lb). É estimado que o impacto de 500 kg (1 110 lb) gerado pela sonda a uma velocidade de 6,6 km/s (4,1 mi/s) produzirá uma alteração da velocidade da ordem de 0,4 mm/s, levando a uma pequena mudança na trajetória do sistema de asteroides, mas ao longo do tempo, causando uma grande mudança no caminho deste. O impacto teve como alvo o centro da lua Dimorphos e deve reduzir seu período orbital, atualmente de 11,92 horas, em cerca de 10 minutos. Ao longo de um intervalo de milhões de quilômetros, a mudança cumulativa da trajetória eliminaria o risco de um asteroide anteriormente em rota de colisão com a Terra atingir o planeta.
A mudança real de velocidade e deslocamento orbital são incertos. Há um efeito de "aumento de momento" mal compreendido devido à contribuição do momento de recuo da ejeção de impacto. Espera-se que o momento final transferido para o maior fragmento remanescente do asteroide possa ser de até 3 a 5 vezes o momento incidente, e obter boas medições dos efeitos, o que nos ajudará a refinar os modelos de tais impactos, é um dos objetivos principais da missão. Estimativas iniciais da mudança no período da órbita binária devem ser conhecidas dentro de uma semana após o impacto. Os detalhes serão medidos alguns anos depois por uma espaçonave chamada Hera, que deve fazer um reconhecimento e avaliação detalhados. Hera foi aprovada em novembro de 2019.
A nave espacial DART usava o propulsor de íons NEXT, um tipo de propulsão elétrica solar. Ela era alimentada por painéis solares de 22 m2 (240 pés quadrados) para gerar os ~ 3,5 kW necessários para alimentar o motor NASA Evolutionary Xenon Thruster-Commercial (NEXT-C).
Os painéis solares da espaçonave utilizavam um design Roll Out Solar Array (ROSA), que foi testado na Estação Espacial Internacional em junho de 2017 como parte da Expedição 52, entregue à estação pela missão de carga comercial SpaceX CRS-11.
Usando ROSA como a estrutura, uma pequena parte do painel solar DART era configurada para demonstrar a tecnologia Transformational Solar Array, que tinha células solares de eficiência muito alta e concentradores reflexivos que forneciam três vezes mais energia do que a tecnologia atual de painéis solares.
A espaçonave DART foi a primeira espaçonave a usar um novo tipo de antena de comunicação de alto ganho, ou seja, um Spiral Radial Line Slot Array (RLSA). A antena operava nas frequências de 7,2 e 8,4 GHz da banda X da NASA Deep Space Network (NASA DSN). A antena fabricada excedia os requisitos fornecidos e foi testada em ambientes, resultando em um design TRL-6.

### Espaçonave secundária
A Agência Espacial Italiana (ASI) contribuiu com uma espaçonave secundária chamada LICIACube (Light Italian CubeSat pfor Imaging of Asteroids), um pequeno CubeSat que pegou carona com o DART e se separou 10 dias antes do impacto para adquirir imagens do impacto e material ejetado, à medida que deriva passando pelo asteroide. O LICIACube se comunica diretamente com a Terra, enviando imagens do material ejetado após o sobrevoo de Dimorphos.

### Missão subsequente
Em um projeto colaborativo, a Agência Espacial Europeia está desenvolvendo a espaçonave Hera, que será lançada para Didymos em 2024 e chegará em 2027 - 5 anos após o impacto de DART - para fazer um reconhecimento e avaliação detalhados. Hera deverá carregar dois CubeSats, Milani e Juventas.

## Perfil da missão

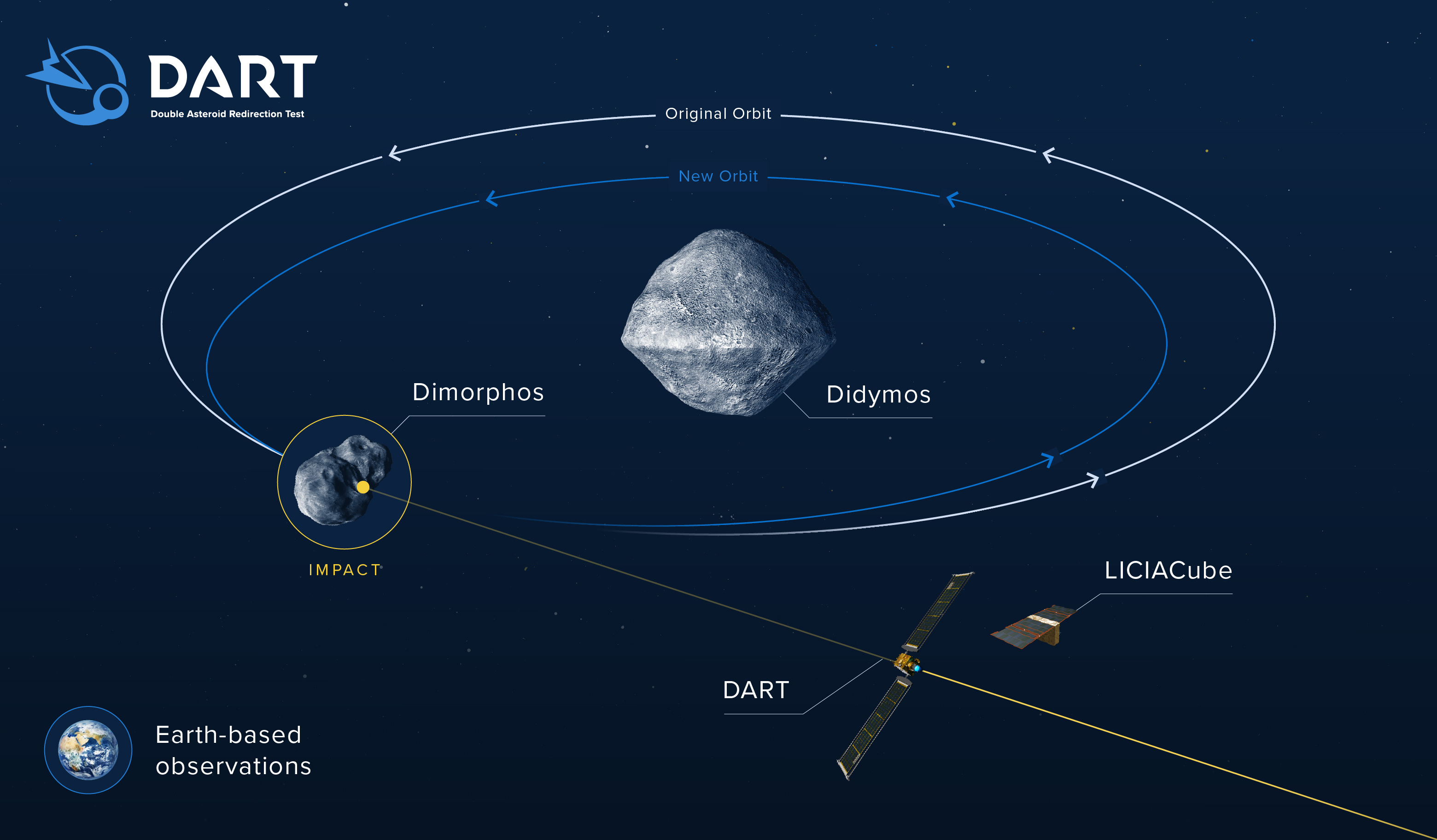
Infográfico do embate da espaçonave DART no asteróide

Timelapse do impacto feita pelo Telescópio Espacial Hubble

### Asteroide alvo
O alvo da missão é Dimorphos, no sistema 65803 Didymos, um sistema binário de asteroides no qual um asteroide é orbitado por outro menor. O asteroide primário (Didymos A) tem cerca de 780 m (2 560 pés) de diâmetro; seu pequeno satélite Dimorphos (Didymos B) tem cerca de 160 m (520 pés) de diâmetro em uma órbita a cerca de 1 km (0,62 mi) do primário. A massa do sistema Didymos é estimada em 528 bilhões de kg, com Dimorphos em 4,8 bilhões de kg. O DART terá como alvo o asteroide menor, Dimorphos. Didymos não é um asteroide geocruzador, e não há possibilidade de que o experimento de deflexão possa criar um risco de impacto.

### Preparativos pré-voo
Os preparativos para o lançamento do DART começaram em 20 de outubro de 2021, quando a espaçonave começou a abastecer na Base da Força Espacial de Vandenberg (VSFB), na Califórnia. A espaçonave chegou à VSFB, perto de Lompoc, no início de outubro, após uma viagem pelo país. Desde então, os membros da equipe DART vêm preparando a espaçonave para o vôo, testando seus mecanismos e o sistema elétrico, envolvendo as peças finais em mantas de isolamento multicamadas, e praticando a sequência de lançamento do local de lançamento e do centro de operações da missão no APL. A espaçonave foi transferida foi para a Instalação de Processamento de Carga Útil da SpaceX na VSFB em 26 de outubro de 2021. Dois dias depois, a equipe recebeu luz verde para encher o tanque de combustível do DART com cerca de 50 kg (110 lb) de propelente de hidrazina para manobras da espaçonave e controle de atitude. O DART também carrega cerca de 60 kg (130 lb) de xenônio para o motor de íons NEXT-C. Os engenheiros carregaram o xenônio antes que a espaçonave deixasse o APL, no início de outubro de 2021.
A partir de 10 de novembro de 2021, os engenheiros acoplaram a espaçonave ao adaptador que se empilha na parte superior do veículo de lançamento Falcon 9. Sem a carenagem de carga útil, o foguete Falcon 9 passou pelo teste de ignição estática e depois voltou para a instalação de processamento, onde os técnicos da SpaceX instalaram as duas metades da carenagem ao redor da espaçonave ao longo de dois dias, 16 e 17 de novembro, dentro da Instalação de Processamento de Carga Útil da SpaceX na VSFB, e as equipes de solo concluíram uma revisão de prontidão de voo bem-sucedida no final da semana, com a carenagem acoplada ao foguete.
Um dia antes do lançamento, o veículo foi retirado do hangar e levado para a plataforma de lançamento no Complexo de Lançamento Espacial de Vandenberg 4 (SLC-4E), de onde foi lançado com a espaçonave e deu início à jornada do DART para o sistema Didymos.

### Lançamento
A espaçonave DART foi lançada em 24 de novembro de 2021, às 06h21min02 UTC.
O planejamento inicial previa que o DART seria implantado em uma órbita terrestre de alta altitude e alta excentricidade, projetada para evitar a Lua. Em tal cenário, o DART usaria seu motor de íon NEXT de baixo empuxo e alta eficiência para escapar lentamente de sua órbita terrestre elevada para uma órbita solar ligeiramente inclinada próxima à Terra, a partir da qual manobraria em uma trajetória de colisão com seu alvo. Mas devido ao uso do foguete Falcon 9, a carga útil foi colocada junto com o segundo estágio do foguete diretamente em uma trajetória de escape da Terra e em órbita heliocêntrica, quando o segundo estágio reacendeu para uma segunda partida do motor ou queima de escape. Assim, embora o DART carregue um propulsor elétrico inédito e bastante combustível de xenônio, o Falcon 9 fez quase todo o trabalho, deixando para a espaçonave realizar apenas algumas queimas de correção de trajetória com simples propulsores químicos ao se aproximar da lua Dimorphos de Didymos.

### Resultados da Missão
Após o embate da espaçonave DART com a lua Dimorphos de Didymos, no dia 26 de setembro de 2022, a órbita do asteroide foi reduzida de 11 horas e 55 minutos para 11 horas e 23 minutos, resultando numa redução de 32 minutos. Antes do momento do impacto a NASA tinha definido uma mudança mínima do período orbital para ser considerado um sucesso, que eram de apenas 73 segundos ou mais, fazendo com que a espaçonave DART ultrapassa-se esses dados mínimos em 25 vezes. 
Vários telescópios na Terra captaram o momento do impacto, assim como o Telescópio espacial Hubble e o Telescópio Espacial James Webb.